# 카틴 (화합물)
카틴(cathine, d-norpseudoephedrine, (+)-norpseudoephedrine)은 각성제 역할을 하는 페네틸아민, 암페타민계 향정신성의약품이다. 카티논과 더불어 까트에서 자연적으로 발견되며 카틴의 전체적 효과에 기여한다. 암페타민효능 중 대략 10~14%를 차지한다.

## 약리학
암페타민, 카티논, 에페드린처럼 카틴은 NRA(norepinephrine releasing agent) 역할을 한다. 더 적은 부분에서 DRA(dopamine releasing agent)의 역할을 하기도 한다.

## 화학
카틴은 페닐프로파놀아민(PPA)의 4가지 입체 이성체 가운데 하나이다.

## 규제
세계반도핑기구의 금지 약물 목록(선수가 올림픽에 사용 시)은 카틴이 소변 내 리터당 5 마이크로그램의 농도를 초과하는 것을 금지하고 있다.
오스트레일리아에서 카틴은 공식적으로 스케줄 4 약물이며 누구나 복용할 수 있도록 승인되어 있지 않다.
홍콩에서 카틴은 홍콩의 챕터 134 Dangerous Drugs Ordinance의 스케줄 1 하에 규제되고 있다. 적법하지 않은 채 소유할 경우 상당한 벌금과 처벌을 받을 수 있다.

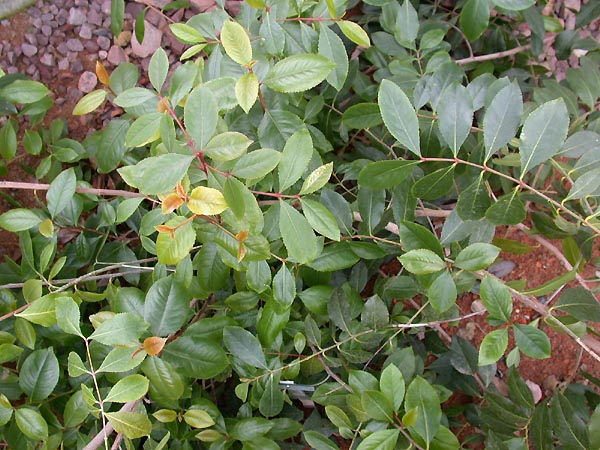
카틴은 까트에서 발견된다.

## 같이 보기
- 초마황
- 에페드린
- 슈도에페드린
- 메스암페타민